# Estearato de aluminio
El esterato de aluminio es un compuesto químico de fórmula Al(C18H35O2)3. Se presenta como un polvo de color blanco, tiene propiedades lubricantes y su aplicación principal es como aditivo en la producción de plásticos para facilitar la retirada de las piezas de los moldes.